# Edith Marie Flanigen
Edith Marie Flanigen (Buffalo, 28 de janeiro de 1929) é uma química estadunidense. Foi a primeira mulher a receber a Medalha Perkin, em 1992.
Flanigen obteve o mestrado em química física inorgânica na Universidade de Syracuse, em 1952. 
Conhecida por seu trabalho sobre síntese de esmeraldas e depois zeólitos para peneiras moleculares na Union Carbide. Suas pesquisas contribuíram para transformar o petróleo bruto em gasolina, a limpeza de lixo nuclear e o processo de produção de oxigênio para unidades médicas portáteis.